# 370e régiment d'infanterie (États-Unis)
 (signalé en août 2025).
Si vous disposez d'ouvrages ou d'articles de référence ou si vous connaissez des sites web de qualité traitant du thème abordé ici, merci de compléter l'article en donnant les références utiles à sa vérifiabilité et en les liant à la section « Notes et références ».
- Archive Wikiwix
- Bing
- Cairn
- DuckDuckGo
- E. Universalis
- Gallica
- Google
- G. Books
- G. News
- G. Scholar
- Persée
- Qwant
- (zh) Baidu
- (ru) Yandex
- (wd) trouver des œuvres sur Wikidata

Pour les articles homonymes, voir 370e régiment.
Le 370e régiment d'infanterie, auparavant appelé 8e régiment de la Garde nationale d'Illinois, est une unité militaire américaine. C'est un régiment combattant comportant des hommes noirs durant la Première Guerre mondiale.

## Historique
Lors de la Première Guerre mondiale il est intégré à la 93e division d'infanterie (États-Unis) et combat avec la 26e division d'infanterie d'août à octobre 18 puis la Xe Armée du 24 octobre 1918 au 11 novembre 1918.

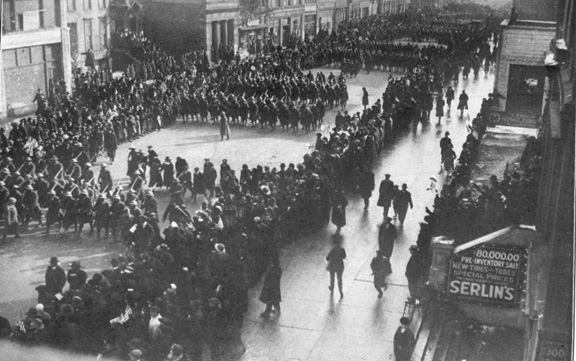
Défilant à Chicago.
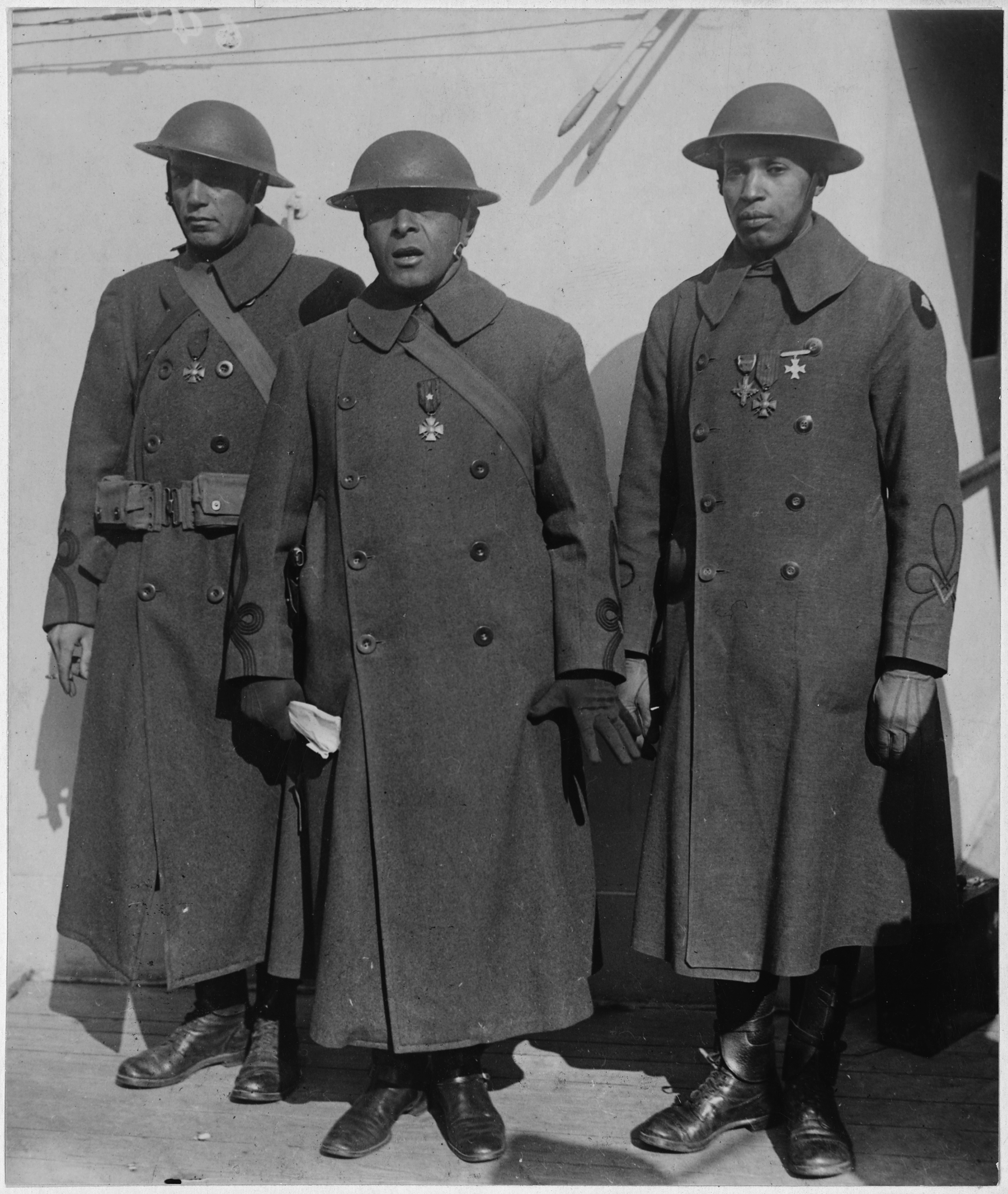
Otis Beverly Duncan, au centre, trois militaires du régiment décorés de la croix de guerre.

Il a intégré le plus haut gradé des hommes noirs de la guerre le lt-colonel Otis Beverly Duncan.

## Postérité
Parmi les membres de ce régiment figurent en outre Charlie Alexander, William J. Powell.